# Anthela roberi
Anthela roberi là một loài bướm đêm thuộc họ Anthelidae. Loài này có ở New Guinea.